# Leucania distincta
Leucania distincta är en fjärilsart som beskrevs av Moore 1881. Leucania distincta ingår i släktet Leucania och familjen nattflyn. Inga underarter finns listade i Catalogue of Life.